# Château d'Ulft
Le château d'Ulft est un château situé à l'est du village éponyme d'Ulft dans la province néerlandaise de Gueldre. Les derniers vestiges ont été démolis en 1892. Une ferme a été construite sur les terres laissées disponibles.

## Histoire
La plus ancienne mention du château date de 1326 bien qu'il fût décrit comme fief de Gueldre dans l'ancienne seigneurie d'Ulft. Le château était stratégiquement situé au nord de l'endroit où fusionnent l'Aa-strang et l'Oude IJssel et pourrait être un château à motte. Il a été constamment agrandi et en 1743, il avait un plan de forme carrée avec un fossé et une tour aux trois coins. L'entrée était à l'ouest et elle était protégée par la «tour» (stoventoren) et la «salle des chevaliers» (zaal). Vers 1894, le courant principal de l' Aa-strang s'est détourné vers le sud, de sorte qu'il se jette maintenant plus au sud dans l'Oude IJssel. L'ancien Aa-strang a depuis été appelé "Olde Strang". La colline du château se trouve encore dans le paysage du côté nord du Stockhorsterweg (le chemin du Stockhorster).
Le château a été assiégé pendant la guerre de Quatre-Vingts Ans. Les résidents les plus connus sont les Van Heeckerens et plus tard Guillaume IV van den Bergh et son épouse Marie de Nassau. Après sa mort, le château a perdu de son importance et les comtes van den Bergh se sont retirés vers leur résidence Huis Bergh. Le château d'Ulft fut alors utilisé exclusivement comme pavillon de chasse. La ruine qui s'élevait encore a été démolie en 1892 et un ensemble de bâtiments de fermes ont été construites sur ce site en 1896. Une colline aplatie est le seul élément paysager qui rappelle encore la présence du château d'origine.

## Galerie

Blason d'Evert van Ulft (tiré de l'Armorial de Gelre)